# Pumiliotoxin

Pumiliotoxin A: R = –H
Pumiliotoxin B: R = –OH

Pumiliotoxiny (PTX) jsou jedny z několika jedů, které se nacházejí v kůži pralesničkovitých žab (Dendrobatidae), známých jako šípové žaby. Vyskytují se též u madagaskarské žabí čeledi mantelovití (Mantellidae) a konvergentně se schopnost skladování tohoto jedu v kůži vyvinula u kubánské žáby bezblanky Eleutherodactylus iberia. Příbuznými, ač toxičtějšími látkami, jsou alopumiliotoxiny. Pumiliotoxiny jsou ve vysokých koncentracích silně jedovaté; ovlivňují vápníkové kanály, čímž narušují svalové kontrakce a otrava se projeví částečnou paralýzou, potížemi s pohybem či hyperaktivitou a může skončit i smrtí. Stále jsou nicméně mnohem méně toxické než batrachotoxiny (100× až 1000× slabší). Existují tři různé typy pumiliotoxinu: A, B a C, přičemž pumiliotoxin C je nejméně jedovatý.
Žáby pumiliotoxiny nedokážou sámy vytvářet, místo toho je získávají z potravy. Mezi producenty tohoto jedu se řadí například mravencovití podčeledi Formicinae (rody Brachymyrmex, Paratrechina) a někteří roztoči; u kubánské bezblanky byli konkrétně identifikováni pancířníci.